# Land of the Midnight Sun
Land of the Midnight Sun — дебютный сольный альбом американского джаз-рок-гитариста Эла Ди Меолы, выпущенный в 1976 году на лейбле Columbia Records. Его дебют в качестве лидера с альбомом Land of the Midnight Sun стал демонстрацией его фирменных приемов и композиций с латинскими нотками, в которых принял участие звёздный состав, включая барабанщиков Стива Гэдда, Ленни Уайта и Альфонса Музона, басистов Энтони Джексона, Стэнли Кларка и Джако Пасториуса, клавишников Барри Майлза и Чика Кориа, а также перкуссиониста Минго Льюиса.

## Об альбоме
Альбом органично сочетает элементы джаза, рока и мировой музыки, создавая уникальное звучание. Каждый трек в альбоме является свидетельством технического мастерства Эла Ди Меолы как гитариста, с замысловатыми соло и сложными аккордовыми прогрессиями. По мнению журнала Jazzwise, альбом демонстрирует широкий музыкальный диапазон Ди Меолы, его одинаково сильные стороны игры как на электрогитаре, так и на акустической гитаре и его композиционные способности — сложные, извилистые пьесы, которые выделяют этого гитариста среди его современников.
Эл Ди Меола говорит о своём дебютном альбоме без лишней скромности: «Когда я слушаю свои ранние записи, я поражаюсь, насколько они были хороши. На моей первой сольной пластинке [Land of the Midnight Sun] у меня были басисты Джако Пасториус, Стэнли Кларк, Энтони Джексон, барабанщики Стив Гэдд и Ленни Уайт, а Чик Кориа играл на клавишных. Я начал с правильного пути с этими ребятами, а не пытался быстро собрать свою собственную группу [с менее известными музыкантами]».
Гитарист выделяется на протяжении всего этого сложного сета, который включает акустический дуэт с Чиком Кориа в «Short Tales Of The Black Forest», скрипичной сонате Баха и трехчастной «Suite Golden Dawn» с участием виртуоза бас-гитары Джако Пасториуса. Журнал Jazzwise отмечает  открывающий альбом трек «The Wizard» перкуссиониста Минго Льюиса, а также композицию «Love Theme from Pictures of the Sea» — мистическую фантасмагорию с атмосферой Джорджа Харрисона.
Обозреватель газеты The New York Times пишет о дуэте Ди Меолы и Чика Кориа в композиции «Short Tales Of The Black Forest»: «Сочиненный Кориа для дебютного сольного альбома его коллеги по группе Return to Forever Ди Меолы Land of the Midnight Sun, этот мини-эпос хорошо использует виртуозность музыкантов — оба исполнителя звучат так, будто они могут унестись на своих инструментах в небо. Но в эти пять с половиной минут упаковано множество изящных мелодий. В середине Кориа переходит к нежной аккордовой композиции, в то время как Ди Меола поднимается и опускается по гаммам. Кориа даже демонстрирует свои навыки игры на маримбе, добавляя дополнительную драматичность кульминации».
Как пишет журнал Classic Rock, изюминкой альбома является 10-минутная трехчастная сюита «Suite Golden Dawn», которая представляет поток виртуозных пассажей Джако Пасториуса во всей его зарождающейся славе; его уверенность быстро росла. «То, что он изобрел, то, что он привнес в музыку, как это делают великие инструменталисты, такие как Чик [Кориа], Стив Гэдд или Энтони Джексон, — они улучшают сочиненную музыку независимо от того, приносят ли они мало или много. Удивительно, что он привнёс в музыку», — вспоминал работу с Джако Эл Ди Меола.

## Релиз и критика
Land of the Midnight Sun был выпущен в 1976 годy лейблом Columbia Records и поднялся на 129-е место в чарте Billboard 200.
По мнению журнала Guitar World, только когда Эл Ди Меола решил заняться сольной карьерой, которая началась с его дебютного альбома 1976 года Land of the Midnight Sun, латиноамериканское мастерство игры на гитаре Ди Меолы по-настоящему положило начало его восхождению на вершину гитарного сообщества, в свою очередь укрепив его репутацию одного из титанов гитарного мира.
Журнал Jazzwise считает, что гитарный стиль Ди Меолы на альбоме — «это стремительные восходящие линии, стаккато-штрихи, динамика, любовь к хорошей мелодии, немого  щегольства и чистый неподдельный объем». Обозреватель газеты Ann Arbor Sun в своей рецензии, напротив, считает, что Land of the Midnight Sun — это просто масса надоевших и похожих фраз, следующих одна за другой, а разнообразие не входит в музыкальный вокабуляр Эла Ди Меолы. И отмечает только композицию «Short Tales of the Black Forest», дуэт с участием Эла и Чика Кориа, в котором музыканты обмениваются фразами, аккомпанируют друг другу попеременно и по-настоящему слушают и общаются.
Музыкальный критик Пьеро Скаруффи включил Land of the Midnight Sun в свой список «100 лучших джазовых альбомов».

## Список композиций
Слова и музыка всех песен — Эл Ди Меола, кроме отмеченных отдельно.
| №  | Название                                                                                | Автор(ы)             | Длительность |
| -- | --------------------------------------------------------------------------------------- | -------------------- | ------------ |
| 1. | «The Wizard»                                                                            | Минго Льюис          | 6:46         |
| 2. | «Land of the Midnight Sun»                                                              |                      | 9:10         |
| 3. | «Sarabande from Violin Sonata in B Minor»                                               | Иоганн Себастьян Бах | 1:20         |
| 4. | «Love Theme from Pictures of the Sea»                                                   |                      | 2:25         |
| 5. | «Suite Golden Dawn: - Morning Fire - Calmer of the Tempests - From Ocean to the Clouds» |                      | 9:49         |
| 6. | «Short Tales of the Black Forest»                                                       | Чик Кориа            | 5:41         |

## Участники записи
- Эл Ди Меола — электрогитары, шести- и двенадцатиструнная гитары, синтезатор, перкуссия, гонг, вокал
- Чик Кориа — фортепиано, маримба (6)
- Барри Майлз — клавишные, синтезатор, Minimoog (2, 5)
- Стэнли Кларк — бас-гитара, вокал (4)
- Энтони Джексон — бас-гитара (1, 2)
- Джако Пасториус — бас-гитара (5)
- Стив Гэдд — барабаны (1)
- Альфонс Музон — барабаны (5)
- Ленни Уайт — барабаны (2)
- Минго Льюис — перкуссия (1, 2, 4, 5)
- Пэтти Буюкас — вокал (4)